# روبرت ترايلور
روبرت ترايلور (بالإنجليزية: Robert Traylor)‏ مواليد 1 فبراير 1977 في ديترويت - الوفاة 11 مايو 2011، كان لاعب كرة سلة أمريكي بدأ مسيرته الاحترافية في سنة 1998. تم اختياره من قبل فريق دالاس مافيريكس خلال الدرافت. اعتزل اللعب في 2011.

## المسيرة الاحترافية
لعب مع ميلووكي باكز من سنة 1998 إلى 2000، ثم لعب مع كليفلاند كافالييرز في موسم 2000–2001، ثم لعب مع شارلوت هورنتس في موسم 2001–2002، ثم لعب مع نيو أورلينز بيليكانز من سنة 2002 إلى 2004، ثم لعب مع كليفلاند كافالييرز في موسم 2004–2005، ثم لعب مع سباستياني باسكت رييتي في الدوري الإيطالي في سنة 2009.

## روابط خارجية
- روبرت ترايلور على موقع إن بي أي (الإنجليزية)
- روبرت ترايلور على موقع سبورتس رفرنس (الإنجليزية)
- روبرت ترايلور على موقع كرة السلة الأوروبية.كوم (الإنجليزية)
- روبرت ترايلور على موقع كلية كرة السلة في سبورتس رفرنس.كوم (الإنجليزية)
- روبرت ترايلور على موقع ريلجم (الإنجليزية)
- روبرت ترايلور على موقع بروبوليرز (الإنجليزية)